# Audrey Jeffers
Audrey Layne Jeffers CM, OBE (12 tháng 2 năm 1898 - 24 tháng 6 năm 1968) là một nhân viên xã hội người Trinidad và là thành viên nữ đầu tiên của Hội đồng Lập pháp Trinidad và Tobago.

## Đời sống
Sinh ra ở Woodbrook, Port of Spain, Trinidad, trong một gia đình trung lưu, Jeffers được giáo dục tại Trường nữ sinh Tranquility và đến Anh khi bà 15 tuổi, sau đó lấy bằng khoa học xã hội tại Đại học Alexander, phía bắc Luân Đôn. Khi ở Luân Đôn, bà đã tham gia sáng lập Liên minh sinh viên gốc Phi, nơi sẽ được gọi là Liên minh các dân tộc da màu. Sau khi Chiến tranh thế giới thứ nhất bùng nổ, bà làm việc trong quân đội Tây Phi và thành lập quỹ của những người lính Tây Phi, huy động sự đóng góp tài chính từ những người đồng bào Tây Ấn.
Bà trở lại Trinidad vào năm 1920 và điều hành một trường trung học cơ sở tại nhà của gia đình bà, Brizzynd. Đã chuyển bởi sự đau khổ của những người thiệt thòi và bị tước đoạt, bà đã thành lập Phe đảng của người lao động xã hội năm 1921, trong đó cung cấp các bữa ăn trưa miễn phí cho học sinh nghèo. "Breakfast Shed" đầu tiên được thành lập tại cảng Tây Ban Nha vào năm 1926. Những cái tiếp theo khác được thành lập ở Barataria, San Fernando, Trinidad và Tobago, Siparia và Tobago. Chúng tiếp tục thiết lập nhà cho người già, người mù, "phụ nữ gặp nạn" và vườn ươm. Vườn ươm ngày đầu tiên, được thành lập tại John John, Port of Spain, được đặt tên là Nhà Cipriani theo tên của người lãnh đạo lao động Arthur Andrew Cipriani.
Năm 1936, Jeffers trở thành người phụ nữ đầu tiên được bầu vào Hội đồng thành phố Port of Spain. Năm 1946, bà được Thống đốc Sir Bede Clifford bổ nhiệm vào Hội đồng Lập pháp.
Bà đã trở thành một sĩ quan của Huân chương Đế quốc Anh vào năm 1959. Năm 1969, bà được truy tặng Huân chương Vàng Chaconia cho Dịch vụ Xã hội.
Cháu trai của bà là nhà sử học Tony Martin.

## Di sản
Đường cao tốc Audrey Jeffers được đặt tên để vinh danh bà. Di sản của bà cũng được lưu giữ trong The Coterie of Social Workers of Trinidad và Tobago, người tiếp tục tôn vinh trí nhớ của bà bằng các lễ kỷ niệm và kỷ niệm.